# Château d'Enniskillen
Le château d'Enniskillen se situe à Enniskillen, dans le Comté de Fermanagh, en Irlande du Nord. Bâti au XVIe siècle, il héberge désormais le Fermanagh County Museum, un musée destiné au 5th Royal Inniskilling Dragoon Guards, ainsi que le Royal Inniskilling Fusiliers. 

## Historique
En 1438, Hugh Maguire construit un château à Enniskillen. Les troupes du Capitaine John Dowdall assiègent le château au début de l'an 1594 et tombe le 2 février après un siège de courte durée, lorsque les occupants furent massacrés après s'être rendus. Le château est de nouveau assiégé cette année-là, mais les troupes ont levé le siège. La forteresse tombe finalement aux mains des Irlandais en 1595. Elle demeure aux mains des Irlandais jusqu'à l'été 1602, lorsqu'elle tombe aux mains de Niall Garve O'Donnell, l'allié irlandais de la couronne. En 1607, le Capitaine William Cole dirige le château. Cole rénove et reconstruit le château ajoutant la tour au bord de la rivière au sud, connue sous le nom de Watergate, en 1609. Il acquiert entièrement le château en 1623. Le Colonel Rory Maguire tente vainement d'assiéger la forteresse lors de la Rébellion irlandaise de 1641, tandis qu'elle protège des colons protestants. 
Le château est refait en tant que "Caserne du château" dans le cadre d'une réponse à la menace d'une invasion française en 1796. La Caserne du château devient le foyer du 27e régiment d'infanterie d'Inniskilling en 1853. Le régiment déménage dans des complexes conçus à cet effet à la Caserne Sainte-Lucie de Omagh en 1875, et évolue, après amalgame, afin de devenir le Royal Inniskilling Fusiliers en 1881. 
D'autres régiments s'installent au sein de la caserne, et, à partir de novembre 1939, elle devient le foyer de la North Irish Horse, une unité de l'Army Reserve. En 1950, la caserne est mise hors service et est convertie en dépôt municipal. L'édifice est ensuite ouvert au public en tant qu'écomusée. 

## Attractions et collections
Le Château consiste en deux sections, un donjon central ainsi qu'une courtine étant renforcés par des petites poivrières appelées échauguettes. Le style de la forteresse s'inspire du Scottish baronial style. Ce style est particulièrement remarquable dans la Watergate, présentant deux poivrières encorbellées cylindriques ayant été fondées vers l'an 1609. Il s'agit d'un Monument Historique.

La forteresse abrite désormais le Fermanagh County Museum se focalisant sur l'histoire du comté, la culture et l'histoire naturelle. Les expositions incluent la préhistoire de la région, l'histoire naturelle, la vie rurale traditionnelle, l'artisanat local et la Belleek Pottery, ainsi que l'histoire du château. Elle comprend également des renseignements concernant la famille Maguire. Le château héberge aussi l'Inniskillings Museum du Royal Inniskilling Fusiliers ainsi que du 5th Royal Inniskilling Dragoon Guards. 

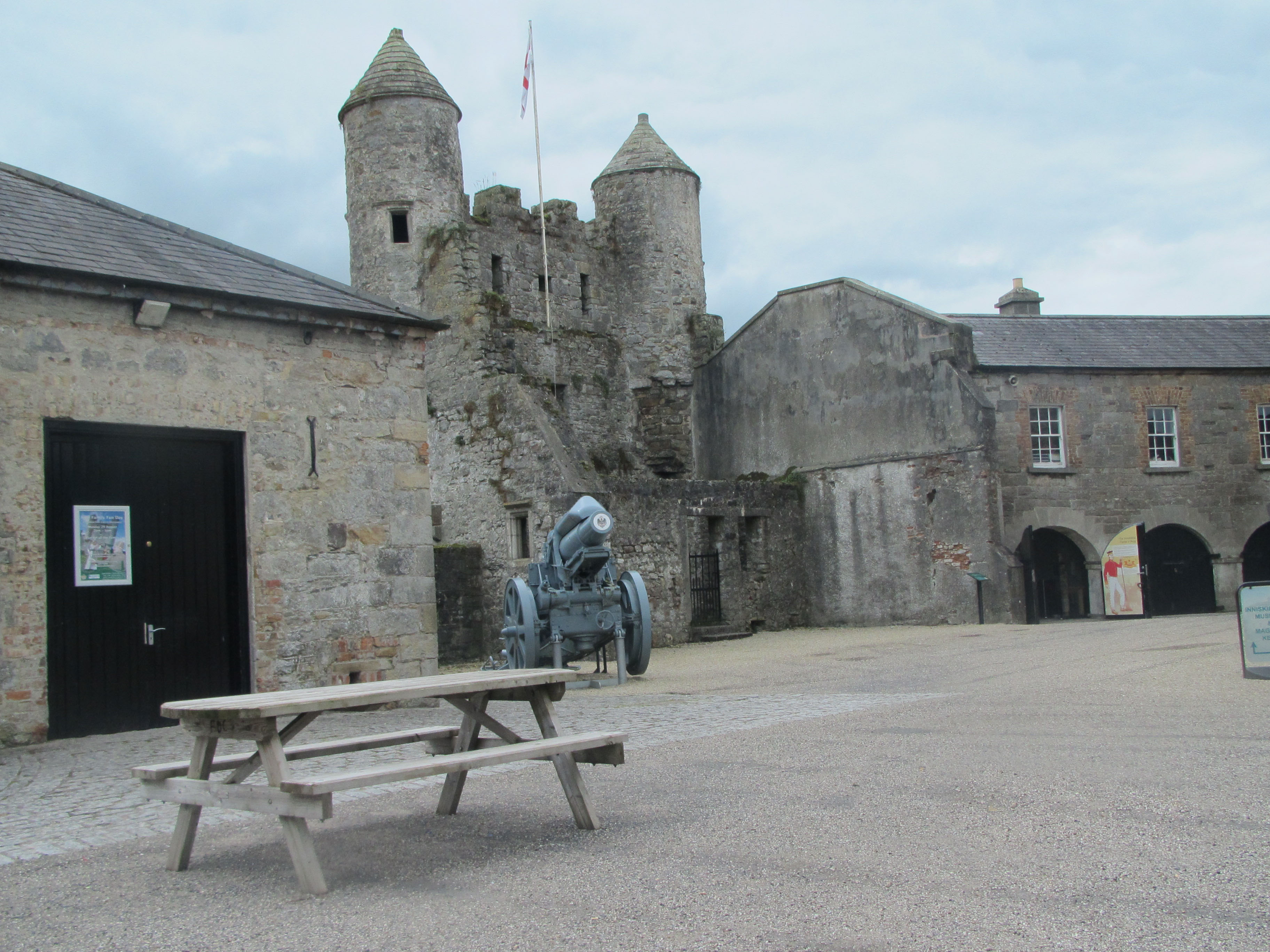
La cour du château
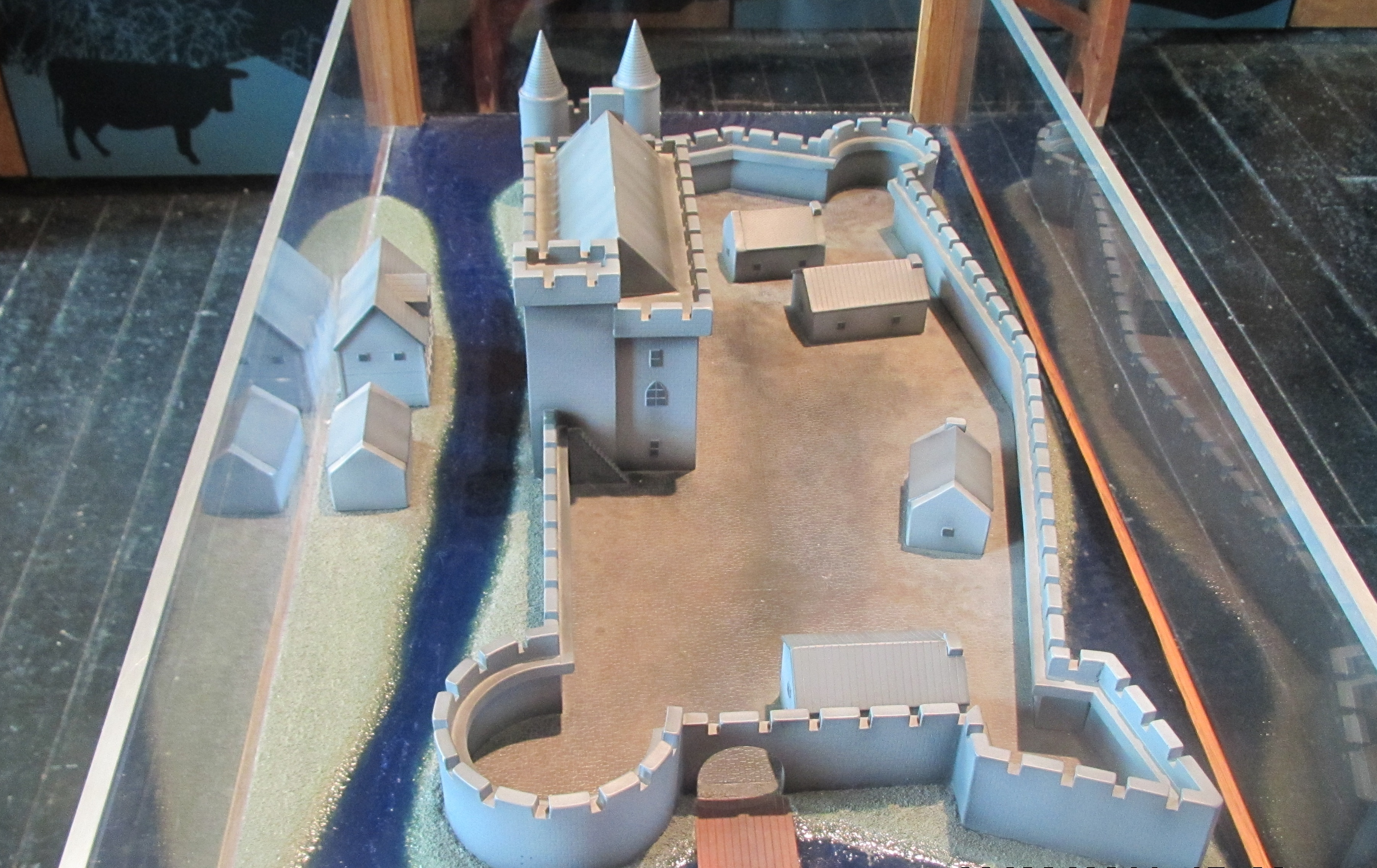
Reconstitution du château
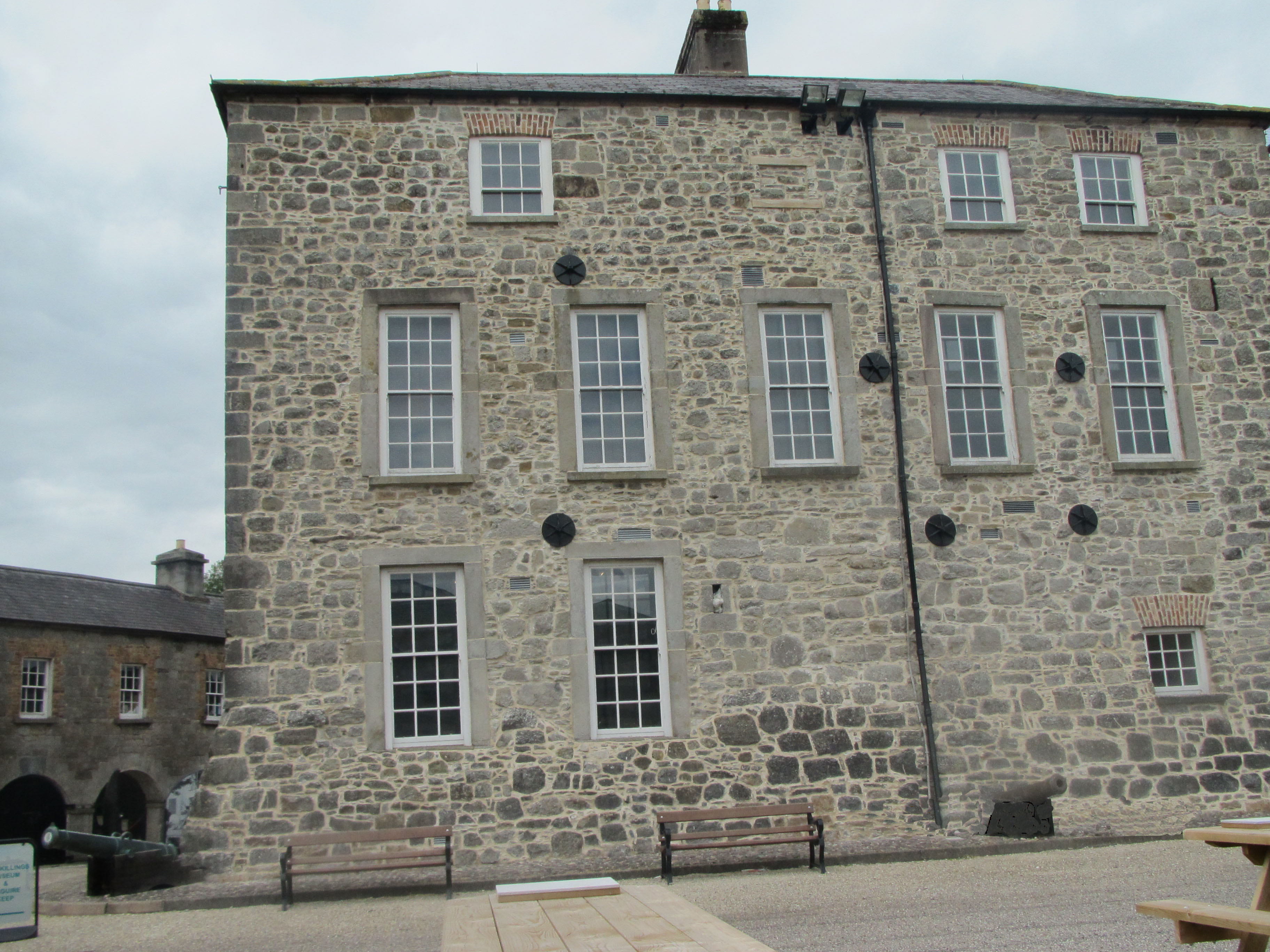
La caserne a été construite à l'intérieur des murs